# Per Linér
Per Linér (* 1853 in Örtofta; † 1939 in Helsingborg) war ein schwedischer Landschaftsmaler.
Linér studierte an der Malschule in Stockholm. In seinem Werk widmete er sich überwiegend den Landschaften seiner Heimat.